# Gladys Walton
Gladys Walton (Boston, 13 aprile 1903 – Morro Bay, 15 novembre 1993) è stata un'attrice statunitense all'epoca del cinema muto.

## Biografia
Nata a Boston, Gladys Walton fu educata a Portland, nell'Oregon. Esordì sullo schermo nel 1908 con un piccolo ruolo in The Fairylogue and Radio-Plays , un film che mescolava schermo e spettacolo in sala e che si basava sui libri di L. Frank Baum. Dopo quell'esperienza, Gladys tornò a recitare per il cinema nel 1920 in La La Lucille, accanto a Eddie Lyons e Lee Moran (anche registi del film). Proseguì la sua carriera alla Universal, alternando la sua attività cinematografica a quella teatrale: negli anni venti, il suo nome apparve più di una volta sui cartelloni di Broadway in spettacoli di operette o commedie musicali.

## Vita privata
Nel 1923, sposò lo sceneggiatore Frank Liddell, ma il matrimonio finì in un divorzio. In seconde nozze, sposò Henry M. Herbel da cui ebbe sei figli. L'attrice, che si era ritirata a vita privata già alla fine degli anni venti, morì a 90 anni a Morro Bay, in California.

## Filmografia
- The Fairylogue and Radio-Plays, regia di Francis Boggs e Otis Turner (1908)
- La La Lucille, regia di Eddie Lyons e Lee Moran (1920)
- Slipping Feet, regia di John G. Blystone - cortometraggio (1920)
- The Secret Gift, regia di Harry L. Franklin (1920)
- Pink Tights, regia di B. Reeves Eason (1920)
- Risky Business, regia di Harry B. Harris e Rollin S. Sturgeon (1920)
- Rich Girl, Poor Girl, regia di Harry B. Harris (1921)
- All Dolled Up, regia di Rollin S. Sturgeon (1921)
- Desperate Youth, regia di Harry B. Harris (1921)
- The Man Tamer, regia di Harry B. Harris (1921)
- Short Skirts, regia di Harry B. Harris (1921)
- The Rowdy, regia di David Kirkland (1921)
- High Heels, regia di Lee Kohlmar (1921)
- Playing with Fire, regia di Dallas M. Fitzgerald (1921)
- The Room of Death, regia di Albert Russell - cortometraggio (1921)
- The Guttersnipe, regia di Dallas M. Fitzgerald (1922)
- The Wise Kid, regia di Tod Browning (1922)
- Second Hand Rose, regia di Lloyd Ingraham (1922)
- The Trouper, regia di Harry B. Harris (1922)
- Top o' the Morning, regia di Edward Laemmle (1922)
- The Girl Who Ran Wild, regia di Rupert Julian (1922)
- The Lavender Bath Lady, regia di King Baggot (1922)
- La pitonessa (A Dangerous Game), regia di King Baggot (1922)
- The Love Letter, regia di King Baggot (1923)
- Gossip, regia di King Baggot (1923)
- The Town Scandal, regia di King Baggot (1923)
- Crossed Wires, regia di King Baggot (1923)
- Sawdust, regia di Jack Conway (1923)
- Chi dice donna dice danno (The Untameable), regia di Herbert Blaché (1923)
- The Wild Party, regia di Herbert Blaché (1923)
- The Near Lady, regia di Herbert Blaché (1923)
- Easy Money, regia di Albert Rogell (1925)
- Enemies of Youth, regia di Arthur Berthelet (1925)
- The Sky Raider, regia di T. Hayes Hunter (1925)
- Anything Once, regia di Justin H. McCloskey, James McHenry (1925)
- A Little Girl in a Big City, regia di Burton L. King (1925)
- The Ape, regia di Beverly C. Rule (1928)